# Mount New Zealand
Mount New Zealand ist wuchtiger und 2890 m hoher Berg im ostantarktischen Viktorialand. In der Eisenhower Range ragt er unmittelbar nordwestlich des Nash Ridge an der Südflanke des Priestley-Gletschers auf.
Teilnehmer der Discovery-Expedition (1901–1904) unter der Leitung des britischen Polarforschers Robert Falcon Scott entdeckten ihn. Scott benannte ihn aus Dankbarkeit für die großzügige Unterstützung, welche die Expedition durch die Regierung und die Bevölkerung Neuseelands erfahren hatte.